# Integral de Jacobi
En astrodinàmica, la integral de Jacobi (o la constant de Jacobi) és l'única quantitat invariant coneguda en el problema dels tres cossos restringit circular. Rep el nom en honor del matemàtic Carl Gustav Jacob Jacobi. A diferència del problema dels dos cossos, l'energia i la quantitat de moviment del sistema no es conserven de manera separada i una solució analítica general not pot ser obtinguda. La integral de Jacobi s'ha utilitzat en la derivació de solucions en casos especials.

## Definició

### Sistema sinòdic

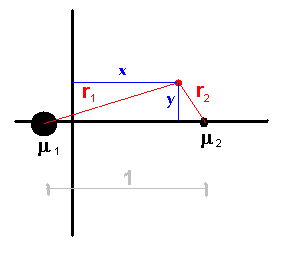
Sistema sinòdic

En un sistema sinòdic o corrotacional, la constant de Jacobi s'expressa de la següent manera:
{\displaystyle C_{J}=n^{2}(x^{2}+y^{2})+2\left({\frac {\mu _{1}}{r_{1}}}+{\frac {\mu _{2}}{r_{2}}}\right)-\left({\dot {x}}^{2}+{\dot {y}}^{2}+{\dot {z}}^{2}\right)}
on:
- {\displaystyle n={\frac {2\pi }{T}}} és el moviment mitjà (T és el període orbital).
- {\displaystyle \mu _{1}=Gm_{1}\,\!}, {\displaystyle \mu _{2}=Gm_{2}\,\!}, per les dues masses m1 i m₂, i la constant gravitacional G.
- {\displaystyle r_{1}\,\!,r_{2}\,\!} són distàncies a la tercera massa des de les dues masses majors.

El primer terme fa referència a l'energia potencial centrífuga, el segon representa el potencial gravitatori i el tercer és l'energia cinètica. En el sistema de referència sinòdic, les forces que actuen sobre la partícula són les dues atraccions gravitatòries, la força centrífuga i la força de Coriolis. Donat que les tres primeres forces són derivades de potencials i la força de Coriolis és perpendicular a la trajectòria, totes les forces són conservatives. Per tant, l'energia mesurada en aquest sistema de referència (i, per tant, l'integral de Jacobi) és una constant de moviment.

### Sistema sideral

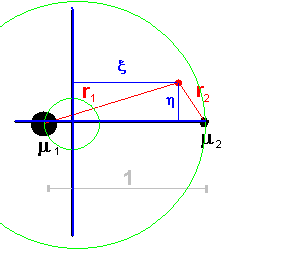
Sistema inercial

En un sistema inercial sideral (ξ, η, ζ), les masses orbiten el baricentre. En aquest sistema, la constant de Jacobi s'expressa de la següent manera:
{\displaystyle C_{J}=2\left({\frac {\mu _{1}}{r_{1}}}+{\frac {\mu _{2}}{r_{2}}}\right)+2n\left(\xi {\dot {\eta }}-\eta {\dot {\xi }}\right)-\left({\dot {\xi }}^{2}+{\dot {\eta }}^{2}+{\dot {\zeta }}^{2}\right).}

## Derivació
En un sistema corrotacional, les acceleracions poden expressar-se com les derivades d'una sola funció escalar
{\displaystyle U(x,y,z)={\frac {n^{2}}{2}}(x^{2}+y^{2})+{\frac {\mu _{1}}{r_{1}}}+{\frac {\mu _{2}}{r_{2}}}}
Emprant una representació lagrangiana de les equacions de moviment:
{\displaystyle {\ddot {x}}-2n{\dot {y}}={\frac {\delta U}{\delta x}}} (equació 1)
{\displaystyle {\ddot {y}}+2n{\dot {x}}={\frac {\delta U}{\delta y}}} (equació 2)
{\displaystyle {\ddot {z}}={\frac {\delta U}{\delta z}}} (equació 3)
Multiplicant les equacions (1), (2) i (3) per {\displaystyle {\dot {x}},{\dot {y}}} i {\displaystyle {\dot {z}}} respectivament, i sumant-les, resulta
{\displaystyle {\dot {x}}{\ddot {x}}+{\dot {y}}{\ddot {y}}+{\dot {z}}{\ddot {z}}={\frac {\delta U}{\delta x}}{\dot {x}}+{\frac {\delta U}{\delta y}}{\dot {y}}+{\frac {\delta U}{\delta z}}{\dot {z}}={\frac {dU}{dt}}}
La integració d'aquesta expressió és
{\displaystyle {\dot {x}}^{2}+{\dot {y}}^{2}+{\dot {z}}^{2}=2U-C_{J}}
on CJ és la constant d'integració. El costat esquerre representa el quadrat de la velocitat v de la partícula menor en el sistema corrotacional.